# Maria Röhl
Maria Christina Röhl (Estocolm, 26 de juliol de 1801 - ibídem, 5 de juliol de 1875) fou una retratista sueca. Va fer retrats d'una gran quantitat de personalitats sueques famoses de la primera meitat del segle xix. Les seves pintures s'exhibeixen al Museu Nacional d'Estocolm. La Biblioteca Nacional de Suècia posseeix una col·lecció de 1800 retrats de la seva autoria. Va ser membre de la Reial Acadèmia Sueca de les Arts en 1843 i retratista oficial de la cort reial.

## Biografia
Maria Röhl va néixer en 1801 a Estocolm, filla de l'agent comercial Jacob Röhl i Maria Christina Röhl (cognom de soltera Kerrman), una família acomodada. No obstant això, va acabar en la pobresa després de la mort dels seus pares en 1822. Després dels seus plans inicials de convertir-se en institutriu, va rebre una educació en dibuix pel professor i gravador Christian Forsell, encara que ja havia rebut classes d'art de part del pintor Alexander Hambré, qui li ensenyaria a fer retrats realistes i ràpids en llapis i guix.
Va començar dibuixant els seus amics de la família Forsell, amb els qui vivia, i aviat es va tornar popular en l'alta societat el fet de ser retratat per mamsell Röhl. Gràcies a això Maria Röhl va ser capaç de mantenir-se com a artista. Solia ser contractada per aquells que no podien permetre's una pintura a l'oli, i va retratar a un gran nombre de famosos de l'època, fossin aristòcrates o actors. També va treballar l'oli, però la majoria dels seus treballs són al llapis o al guix.
En 1843, Maria Röhl va ser nomenada retratista de la cort, i entre els anys 1843 i 1846 va estudiar a París, a l'estudi de León Cogniet i en l'Acadèmia de les Belles Arts de França. Després del seu retorn, va establir el seu propi estudi en Brunkebergstorg, Estocolm. Al final de la seva vida l'art de la fotografia es va convertir en un dur rival per als seus retrats. Va morir a la capital sueca, en 1875.

## Galeria

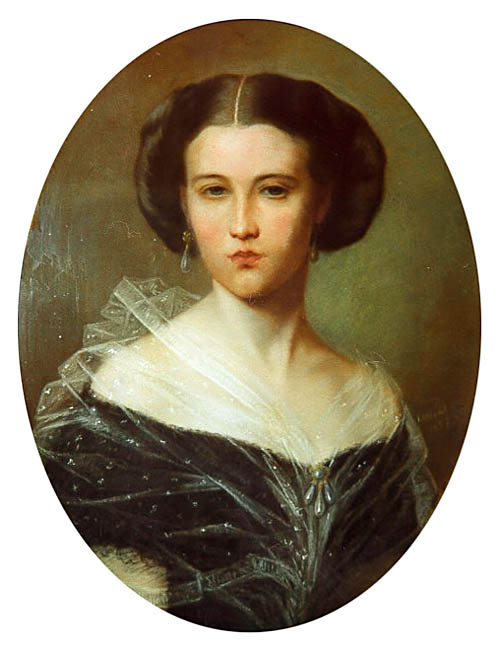
Anada Cardon, 1857.
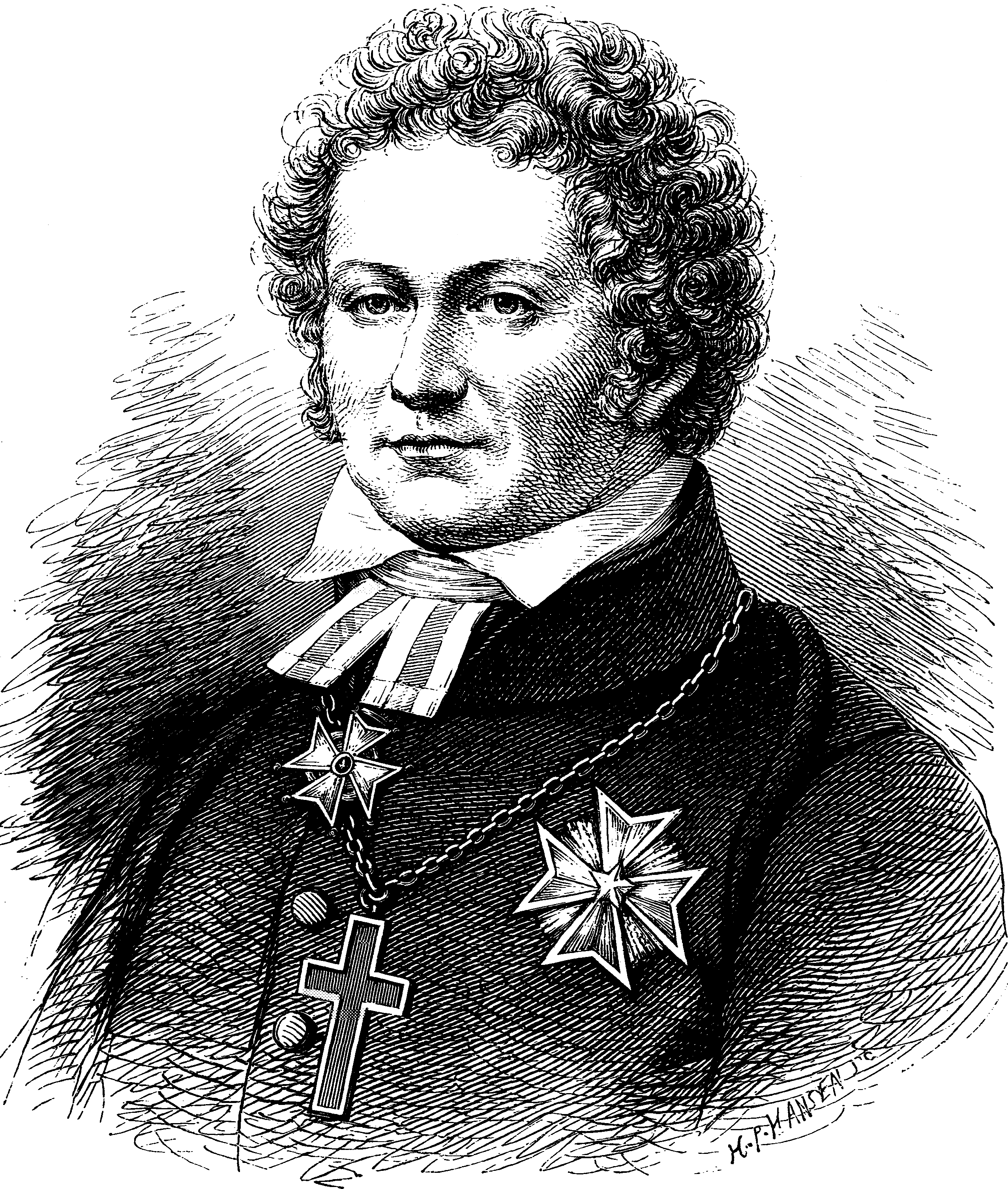
Esaias Tegnér (poeta suec), 1829.
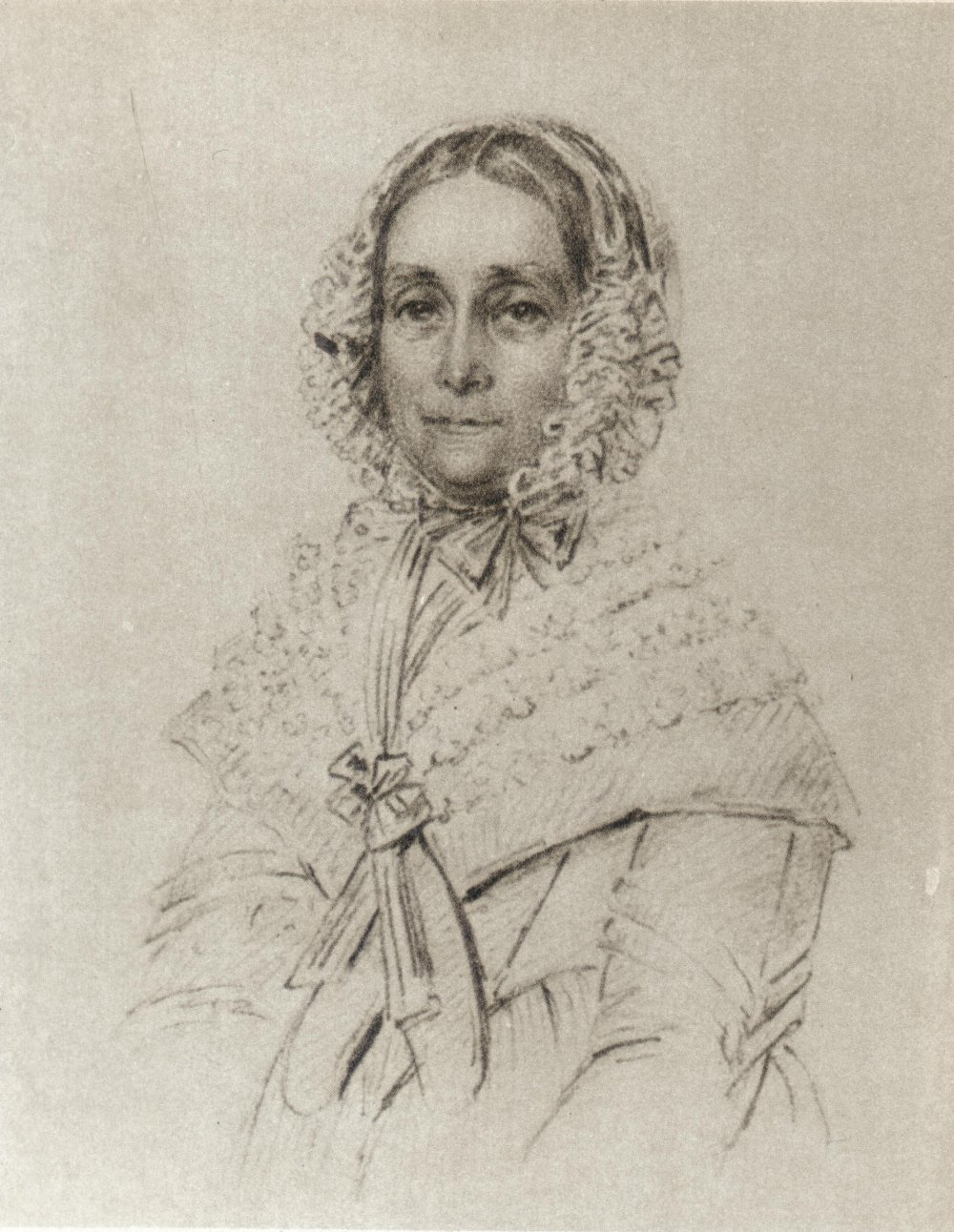
Malla Silfverstolpe, 1843.
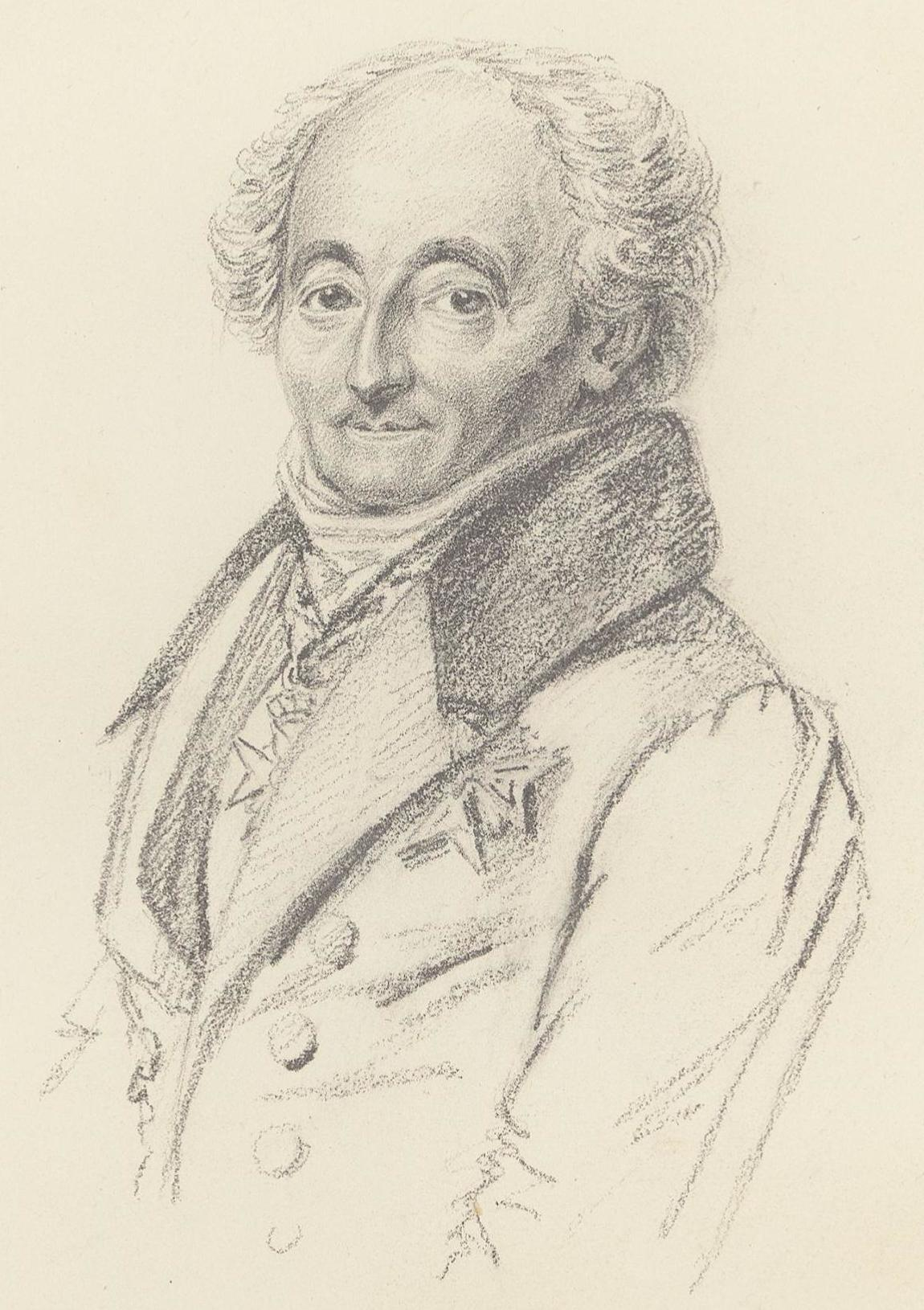
Carl Gustaf von Brinkman, 1835.
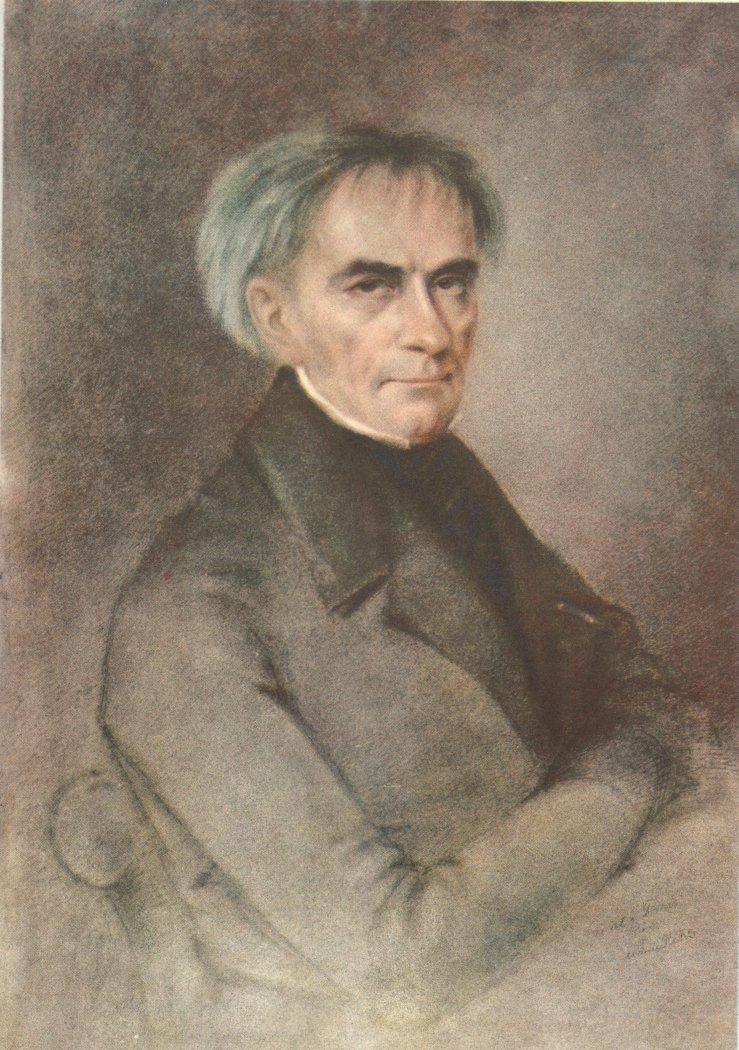
Carl Adolph Agardh, 1853.
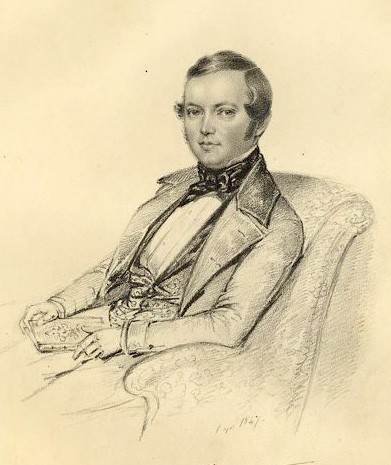
Johan Jolin, 1847.
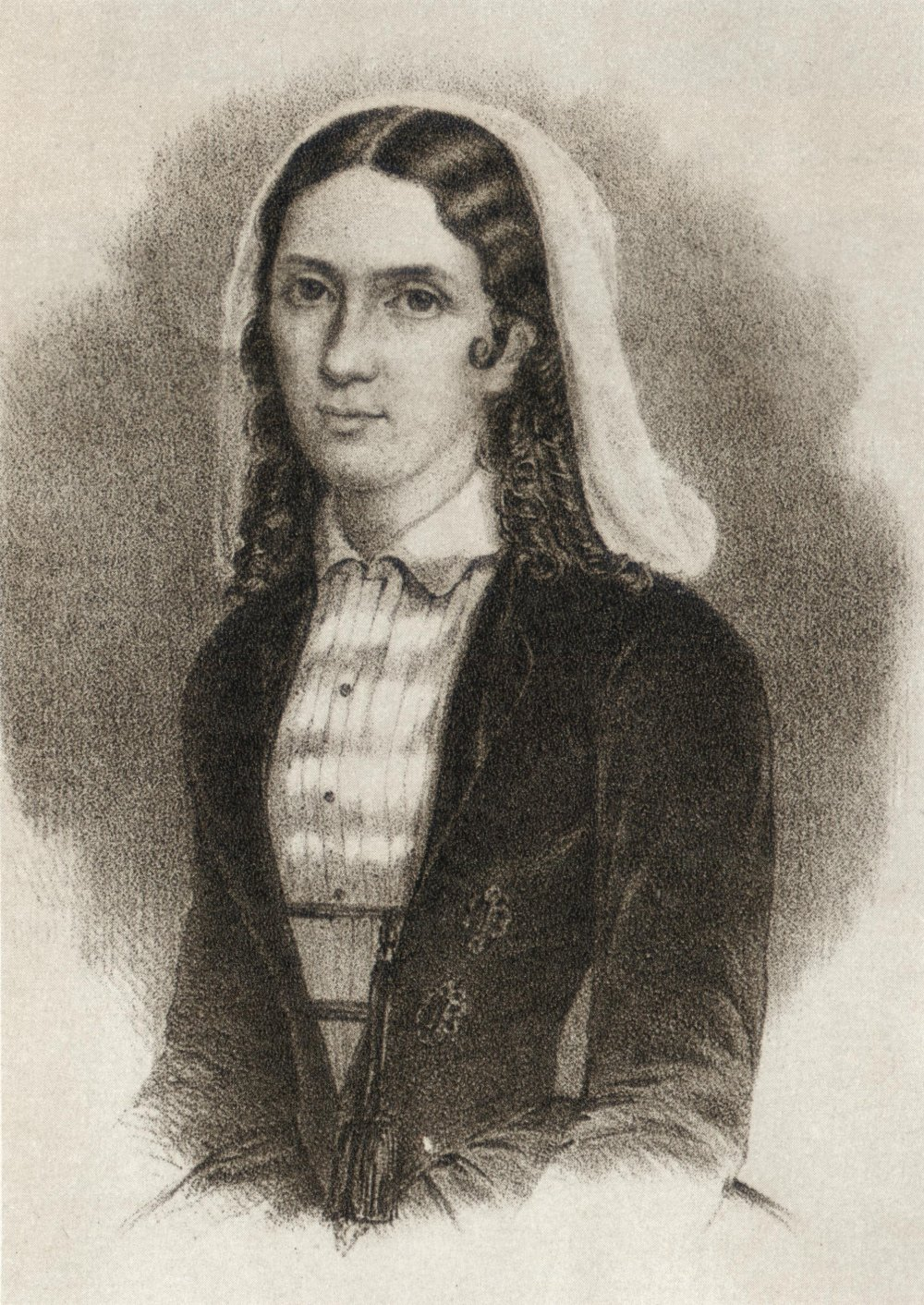
Vendela Hebbe, 1842.
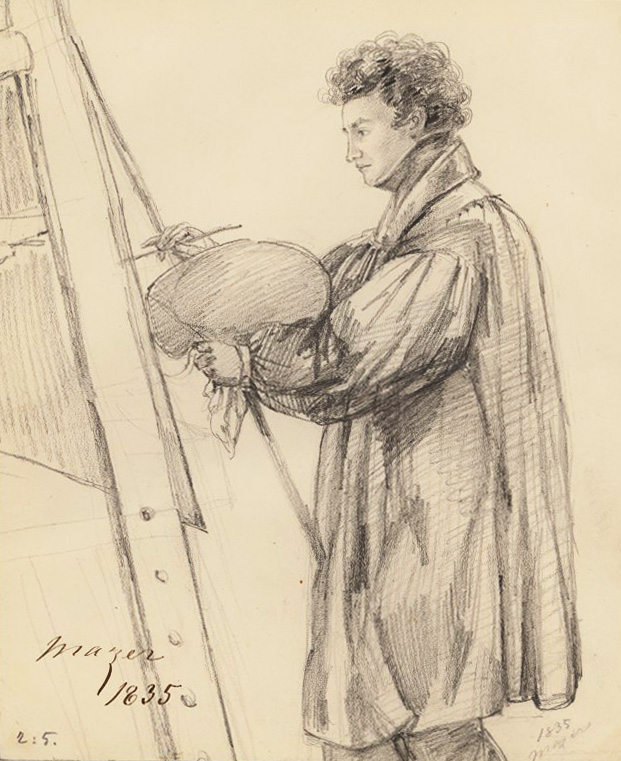
Carl Peter Mazer en el seu estudi, 1835.
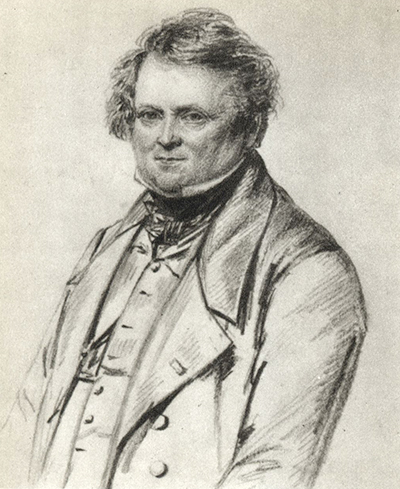
Bengt Magnus Bolméer.